# Erwin Vandendaele
Erwin Vandendaele (* 5. März 1945 in Metz, Frankreich) ist ein ehemaliger belgischer Fußballspieler und -trainer.

## Karriere

### Verein
Vandendaele wurde 1945 als Sohn einer Belgierin und eines deutschen Soldaten, der im Zweiten Weltkrieg starb, im französischen Metz geboren. Nach dem Krieg zog er mit seiner Mutter nach Gavere, wo er bei seinen Großeltern aufwuchs.
Dort begann er im Alter von neun Jahren beim RC Gavere Fußball zu spielen. 1964 wechselte er zum FC Brügge, mit dem er 1968 und 1970 den belgischen Pokal gewann. In der Zwischenzeit wurde der ehemalige Mittelfeldspieler Vandendaele hauptsächlich als Libero eingesetzt. 1971 wurde er als zweiter Spieler des FC Brügge nach dem Torhüter Fernand Boone mit dem Goldenen Schuh ausgezeichnet. Nach der Meisterschaft 1973 verließ Trainer Leo Canjels den Club, nachdem er sich mit dem Vorstand überworfen hatte. Nachdem Interimstrainer Jaak de Wit zu Beginn des Jahres 1974 entlassen wurde, präsentierte der FC Brügge den österreichischen Erfolgstrainer Ernst Happel als neuen Chefcoach. Da Vandendaele in Happels Konzept keine Rolle mehr spielte, verließ er wie seine Mitspieler Johan Devrindt und Pierre Carteus den Verein.
Der damalige Präsident des RSC Anderlecht, Constant Vanden Stock, holte Vandendaele zum Hauptstadtclub. Dort und in der belgischen Nationalmannschaft bildete er gemeinsam mit Gilbert Van Binst und Hugo Broos sowie dem von Standard Lüttich verpflichteten Jean Thissen die Abwehrreihe. 1975 und 1976 gewann er mit Anderlecht ebenfalls den belgischen Pokal.
In den Jahren 1976 und 1977 erreichte Anderlecht das Finale um den Europapokal der Pokalsieger. 1976 fiel er für das Finale gegen West Ham United aufgrund einer Verletzung aus. In der folgenden Saison führte er seinen Club im Finale gegen den Hamburger SV als Mannschaftskapitän auf das Feld. Anderlecht unterlag mit 0:2 und verpasste die Titelverteidigung.
Nach dem verlorenen Finale wechselte der mittlerweile 32-jährige Vandendaele zu Stade Reims nach Frankreich. Nach nur einem Jahr kehrte er nach Belgien zurück, wo er sich dem Zweitligisten KAA Gent anschloss. Ab 1980 spielte er noch ein Jahr für US Tournaisienne, wo er seine aktive Laufbahn als Spieler beendete.

### Trainerkarriere
Bei Tournaisienne setzte nach Ende seiner aktiven Laufbahn seine Karriere als Trainer fort. Als Trainer kehrte er in den 1980er Jahren zweimal für kurze Zeit zur KAA Gent zurück, wo er ab 2005 auch als Scout tätig war.

### Nationalmannschaft
Bei der Weltmeisterschaft 1970 in Mexiko stand er im belgischen Aufgebot, wurde im Verlauf des Turniers jedoch nicht eingesetzt. Zwei Jahre später bestritt er bei der Europameisterschaft 1972 im eigenen Land beide Endrundenspiele im Halbfinale gegen die BR Deutschland sowie im Spiel um Platz 3 gegen Ungarn.
Vandendaele absolvierte zwischen 1970 und 1978 insgesamt 32 Spiele für die belgische Nationalmannschaft. Sein einziges Länderspieltor erzielte er 1971 in einem Freundschaftsspiel gegen Luxemburg.